# Dīmītrios Kourmpelīs
Dīmītris Kourmpelīs (in greco Δημήτρης Κουρμπέλης; Korakovouni, 2 novembre 1993) è un calciatore greco, centrocampista dell'Al-Khaleej e della nazionale greca.

## Caratteristiche tecniche
Interno di centrocampo, può essere schierato come mediano o come difensore centrale.

## Carriera

### Club
Ha giocato nella prima divisione greca.

### Nazionale
Nel 2012 ha conquistato un secondo posto agli Europei Under-19; successivamente, ha partecipato ai Mondiali Under-20 del 2013 ed ha anche giocato nella nazionale greca Under-21. Nel 2017 ha esordito in nazionale maggiore.

## Palmarès

### Club

#### Competizioni nazionali
- Coppa di Grecia: 1

Panathīnaïkos: 2021-2022